# Lev!

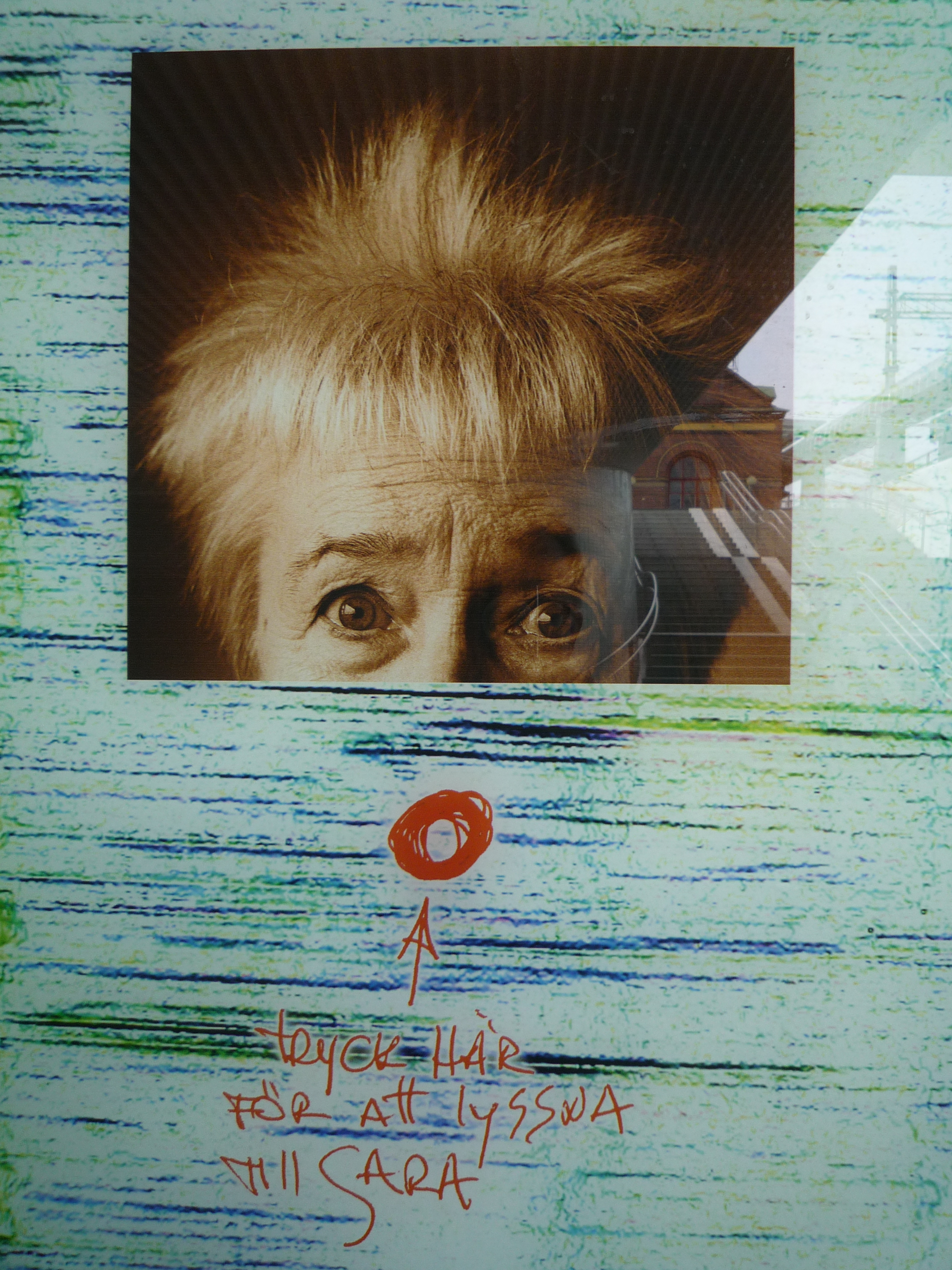
Lev!

Lev! (Leef!) is een 170 meter lang glazen kunstwerk in de voetgangers- en fietstunnel tussen de stationsplein in het centrum en het Hagadistrict van Umeå in de provincie Västerbottens län in Zweden. Het kunstwerk is gemaakt door het kunstenaarsduo FA+ (Ingrid Falk en Gustavo Aguerre) en werd ingehuldigd op 17 november 2012 tijdens het festival Höstljus (herfstlicht) en ter gelegenheid van de heropening van het centraal station van Umeå.

## Achtergrond
Het werk werd uitgevoerd in opdracht van de gemeente Umeå, in samenwerking met de Zweedse Trafikverket, vóór de opening van het herbouwde centraal station. Het initiatief werd genomen door de Sara Lidman-sällskapet, geïnspireerd door de Strindbergcitaten, aangebracht in roestvast staal in het midden van de Drottninggatan in Stockholm en stelde de gemeente voor om iets dergelijks in Umeå doen. Stadscurator Lars Sahlin legde de zaak voor aan de kunstenaars FA+, die verantwoordelijk waren voor de kunstcitaten in Stockholm. In samenwerking met het architectenbureau White arkitekter, die de perrons voor de nieuwe spoorlijn ontworpen hebben, werd besloten om het kunstwerk uit te breiden naar de hele tunnel - die tevens dienstdoet als verbindingsweg tussen de perrons – om een veiligere en meer aangename omgeving te creëren.

## Constructie
Lev! bestaat uit een 170 meter lange glazen wand in de voetgangers-en fietstunnel, met een totale oppervlakte van circa 700 vierkante meter, waardoor het een van de grootste glazen kunstwerken in zijn soort is. De wand bestaat uit 186 frames met dubbele beglazing, elk met een fotografisch onderwerp (veel van Sara Lidman's geboorteplaats Missenträsk) of een citaat uit een van haar werken. De citaten zijn voorgesteld door het publiek, daarna hebben het kunstenaarsduo FA+ en de "Sara Lidman Society" zo'n 30 citaten uitgekozen.

## Fotogalerij

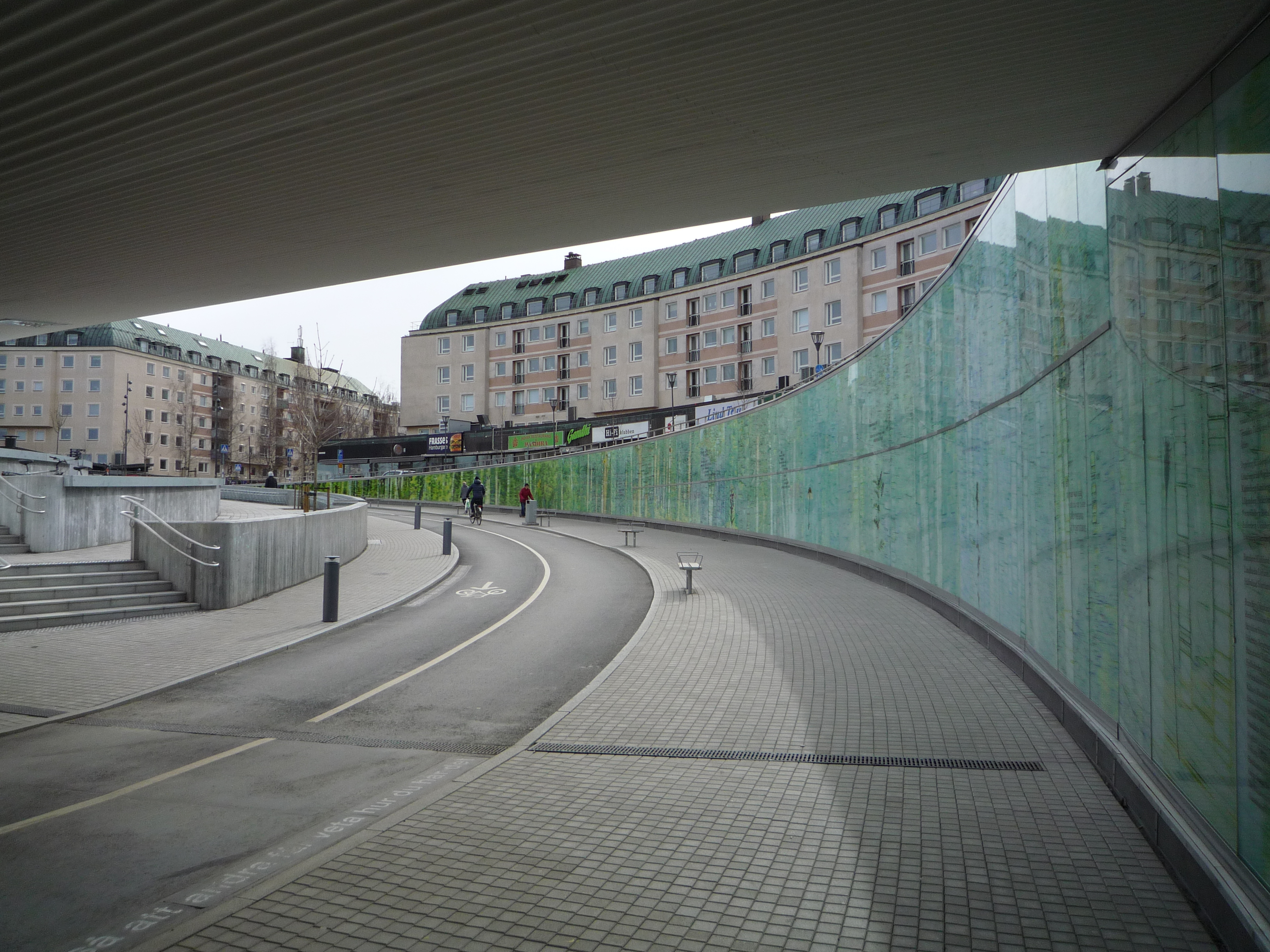
De oprit van de voetgangers- en fietstunnel naar het centraal station
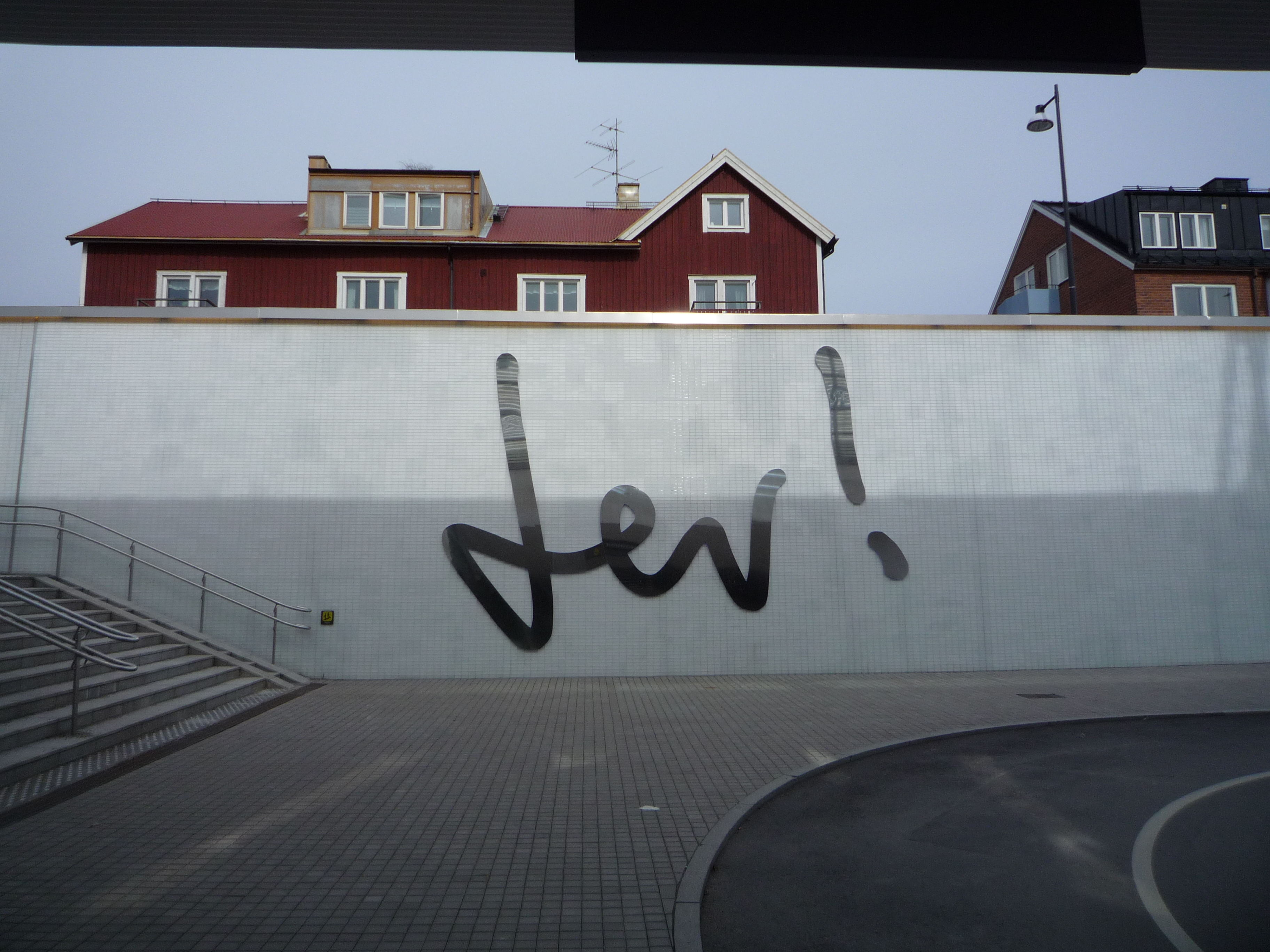
De noordzijde, aan het Hagadistrict
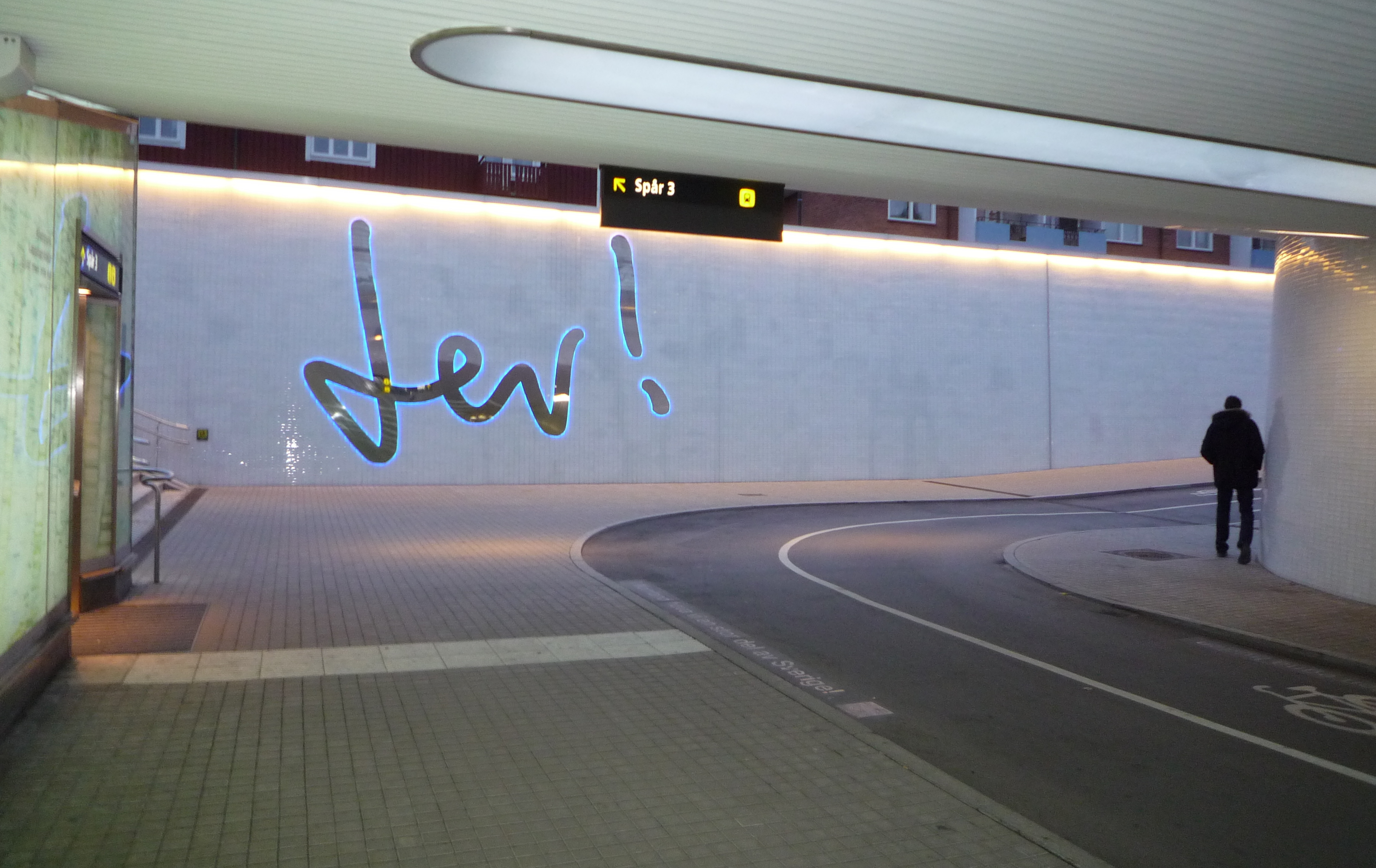
De noordmuur ‘s avonds